# ریلاند (آلاباما)
ریلاند (به انگلیسی: Ryland) یک منطقهٔ مسکونی در ایالات متحده آمریکا است که در آلاباما واقع شده‌است. ریلاند ۲۱۵ متر بالاتر از سطح دریا واقع شده‌است.